# Центральный исторический архив Москвы
Центральный исторический архив Москвы (ЦИАМ) — старейшее из подразделений Главного архивного управления города Москвы.

## История

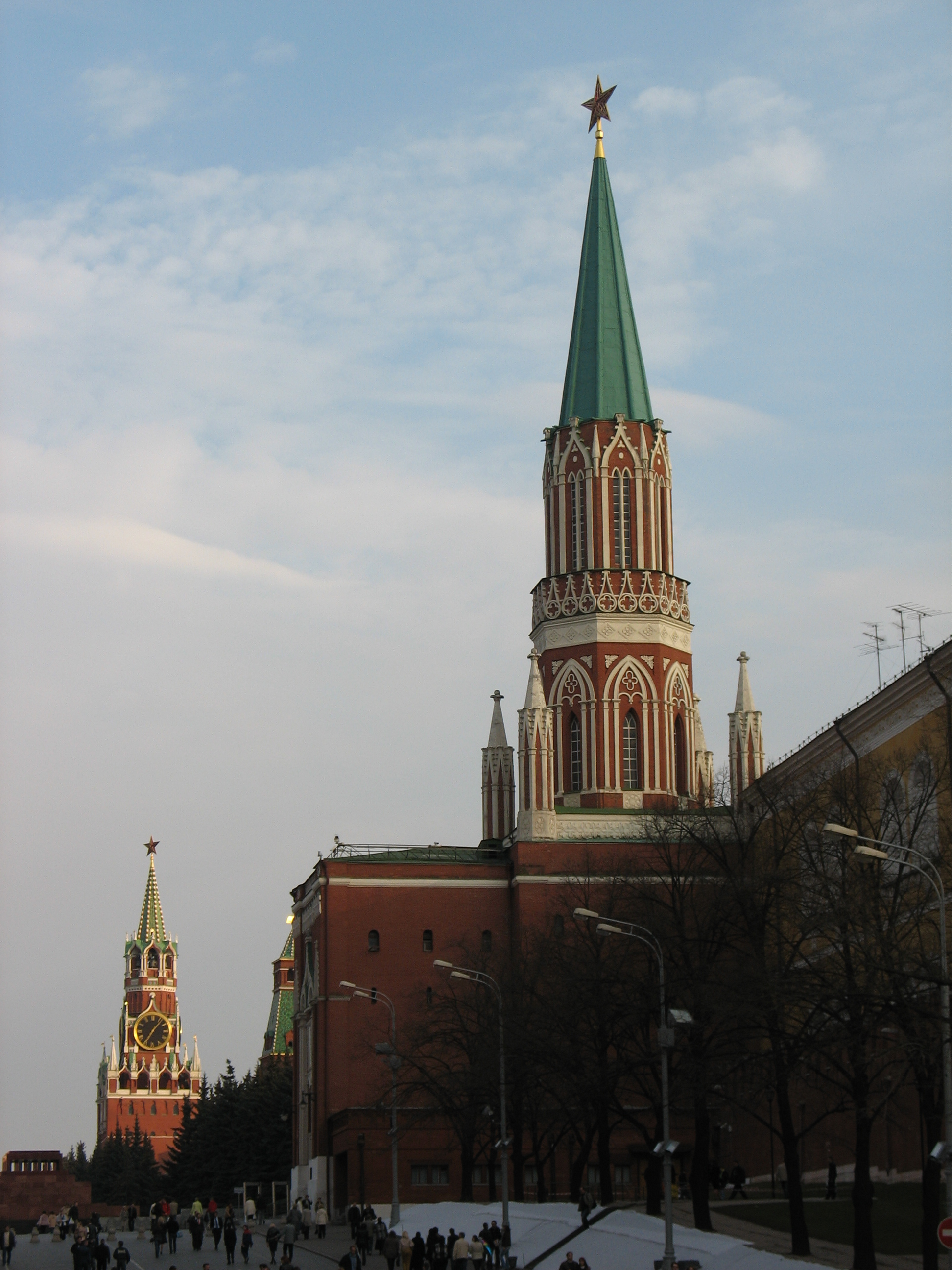
Никольская башня Московского кремля, где располагался Московский губернский архив старых дел

История ЦИАМа начинается с Московского губернского архива старых дел, который был образован в конце XVIII века для хранения решённых дел московских учреждений и выдачи по ним справок. В начале своего существования архив занимал здание губернских присутственных мест возле Воскресенских ворот, с 1823 года его перевели в Никольскую башню Кремля, где он пребывал около столетия. К началу XX века объём губернского архива превысил 1800 тыс. дел. Документы были разбросаны по шести помещениям: кроме Никольской башни архив занимал Арсенальную, Владимирскую башни Кремля и несколько башен Китай-города — Круглую на Старой площади, Четырёхугольную против Воспитательного дома и Кладовую во дворе губернского правления. Документы губернского архива сильно пострадали в ноябре 1917 года при обстреле кремлёвских башен большевиками.
До 1930 года Исторический архив Московского губернского архивного бюро (такое название носили с 1925 года фонды бывшего губернского архива) оставался в кремлёвских и китайгородских башнях, впоследствии он был переведён в помещения закрытых церквей и монастырей. В 1937 году на базе Московского областного архивного управления (бывшего Московского губернского архивного бюро) были образованы три государственных архива, ему подчиненных, в том числе Московский областной исторический архив (МОИА), куда, в основном, и перешли документы по истории Москвы, собранные ещё до Революции. В мае 1941 года МОИА переименован в Государственный исторический архив Московской области (ГИАМО), в 1963 году преобразован в Центральный государственный архив города Москвы, на базе дореволюционных фондов которого в 1976 году был создан Центральный государственный исторический архив (ЦГИА) города Москвы. В том же году архив разместился в специально построенном для него здании на Профсоюзной улице. В мае 1993 года из названия архива было исключено обозначение «государственный» (новое название — Центральный исторический архив Москвы, ЦИАМ).
Образован в 2008 году на базе прежних архивов кадровой документации административных округов и архива кадровой документации организаций потребительского рынка и услуг.
В апреле 2013 года вошёл в состав Центрального государственного архива города Москвы в качестве Отдела хранения документов до 1917 года.

## Состав фондов
В ЦИАМе хранятся фонды административных, землеустроительных, продовольственных, торговых, промышленных, транспортных, учебных, медицинских, научных, благотворительных, финансовых, судебных, полицейских, сословных, земских, религиозных, кредитных, статистических учреждений, предприятий и организаций Москвы и Московской губернии дореволюционного времени. В настоящее время в архиве — около двух с половиной миллионов дел, датируемых преимущественно XVIII — началом XX веков (отдельные документы XVI—XVII веков).
Фонды органов власти и управления Москвы и Московской губернии включают документы Управления московского генерал-губернатора, московского гражданского губернатора, Московского губернского правления, Московской судебной палаты, окружного суда, Московской управы благочиния, Московского губернского и уездных по крестьянским делам присутствий, Московской казённой палаты, межевых и землеустроительных комиссий, городской шестигласной думы, Московской городской управы, Городской думы, Канцелярии градоначальника, земских управ. Фонды сословных организаций представлены документами канцелярии Московского дворянского депутатского собрания, канцелярий уездных предводителей дворянства, купеческой, мещанской и ремесленной управ.
В ЦИАМе сохраняются документы дореволюционных промышленных и коммерческих предприятий. В их числе Московский земельный банк, Московское городское кредитное общество, Московский биржевой комитет, Товарищество Даниловской мануфактуры, Товарищество Прохоровской трехгорной мануфактуры, Товарищество Московского металлического завода (Гужон).
Фонды научных и образовательных учреждений включают документы Канцелярии попечителя Московского университета, Медико-хирургической академии, Высшего технического училища, лицея им. Цесаревича Николая, Высших женских курсов, Московского учебного округа, Дирекции народных училищ Московской губернии, Московского археологического общества, Общества любителей естествознания, антропологии и этнографии, Московского сельскохозяйственного общества, Общества содействия успехам опытных наук и их практических применений им. Х. С. Леденцова, многих гимназий.
Фонды ЦИАМ хранят документы религиозных организаций (прежде всего, православной церкви) дореволюционного периода: это документы Московской духовной консистории, духовных правлений, духовных учебных заведений, церквей, соборов, монастырей (Белопесоцкого, Богородице-Рождественского (Москва), Богоявленского (Москва), Борисоглебского (Дмитров), Всехсвятского единоверческого, Высоцкого, Донского, Егорьевского Свято-Троицкого, Зачатьевского (Москва), Ивановского (Москва), Казанского Головинского, Лужецкого, Никитского (Москва), Николо-Перервинского, Никольского единоверческого, Новоалексеевского, Новоспасского, Покровского (Москва), Симонова, Скорбященского, Спасо-Андроникова, Сретенского (Москва), Страстного, Троице-Сергиевой лавры, Чудова), а также Московской евангелическо-лютеранской консистории, московских синагог.

## Некоторые издания Главного архивного управления города Москвы
- Воробьева Ю. С. Николай Гучков — московский городской голова. — М.: Главархив, 2004. — 1000 экз. — ISBN 5-7228-0125-9.
- Дутлова Е. Ю., Никонов П. Н. Земля города Москвы. — М.: Главархив, 2007. — 3000 экз. — ISBN 978-5-7228-0161-6.
- Маршал Жуков: Москва в жизни и судьбе полководца. — М.: Главархив, 2005. — 3000 экз.
- Москва военная. — М.: Главрахив, 2005. — 5000 экз.
- Москва послевоенная. — М.: Главархив, 2000. — 3000 экз.
- Москва прифронтовая. — М.: Главархив, 2006. — 3500 экз.
- Пархоменко Т. А. Художник И. К. Пархоменко в лабиринте русской культуры.
- Пономарёв А. Н. Александр Щербаков: Страницы биографии. — М.: Главархив, 2004.
- Поткина И. В. На Олимпе делового успеха: Никольская мануфактура Морозовых, 1797—1917. — М.: Главархив, 2004.
- Потресов В. А. Арбат нашего детства.
- Православная Москва в 1917—1921 годах. — М.: Главархив, 2004.
- Православная Москва в 1921—1923 годах. — М.: Главархив,
- Смерш: Исторические очерки и архивные документы. — М.: Главархив, Московские учебники и Картолитография, 2003. — 4000 экз. — ISBN 5-7228-0119-4.
- Щербаков А. Песнь страды боевой. — М.: Главархив, 2007. — 1000 экз. — ISBN 5-7228-0155-0.

## Аудиоиздания Главархива Москвы
- Песни страды боевой. Архивные записи 1930—1940-х годов. Диск в формате MPEG-4 с приложением одноимённой брошюры А. Щербакова. — М.: Главархив, 2007.